# Техасский лонгхорн
Техасский лонгхорн (название породы происходит от английских слов long-длинный и horn-рог) — порода крупного рогатого скота, известная своими длинными рогами, которые могут простираться от головы до кончика рога на расстояние до 180 см. Самые длинные рога этой породы принадлежат быку по кличке M Arrow Cha-Ching. Этот лонгхорн принадлежит Ричарду Флипу, который живёт недалеко от Файетвилла, штат Техас.
Техасские лонгхорны являются потомками первого крупного рогатого скота, привезённого Христофором Колумбом и испанскими колонистами в Новый Свет. Они имеют высокую толерантность к засухе. Техасские лонгхорны известны своей разнообразной окраской и могут быть любого цвета и сочетания цветов; наиболее известное из них — сочетание тёмно-красного с белым цветом.
Является мясной породой крупно-рогатого скота. Из-за их врождённого кроткого нрава и смышлёности техасских лонгхорнов всё чаще обучают для верховой езды.